# 桂林市奎光學校
桂林市奎光学校是中国广西桂林一所全日制民办学校，位于桂林市榕荫路17号（原桂林市松坡中学校址）。学校以清光绪18年（1893年）兴建于桂林府学（现桂林中学内）的古建筑奎光楼命名。

## 办学历史
前身是创办于1985年8月的桂林中学高考补习班，最初由学校办学，后改为桂林中学工会主办，期间因为政策和管理等原因，曾停办过2年。2002年8月15日，名称由桂林中学高考补习班更名为桂林市奎光学校。
学校的办学地点曾先后在桂林中学校内、西湖饭店、桂林市文化宫，2002年迁至桂林市少年宫办学、2003年8月又迁至桂林市榕荫路5号（原桂林市中级法院审判大楼），2005年8月迁至桂林市榕荫路17号（原桂林松坡中学校内）。
2002年8月，桂林中学成立了民营办学中心。 2003年8月29日，办学层次由高考补习变更为高考补习和培训，办学形式由全日制变更为全日制和业余性质，招生对象由高中毕业生变更为高中毕业生和青少年。
2005年4月19日，办学层次由高考补习和培训变更为普通初中和培训，开始招收初中学生。